# Pompe à pistons axiaux
 (février 2021).
Si vous disposez d'ouvrages ou d'articles de référence ou si vous connaissez des sites web de qualité traitant du thème abordé ici, merci de compléter l'article en donnant les références utiles à sa vérifiabilité et en les liant à la section « Notes et références ».
Pour les articles homonymes, voir Pompe (homonymie).

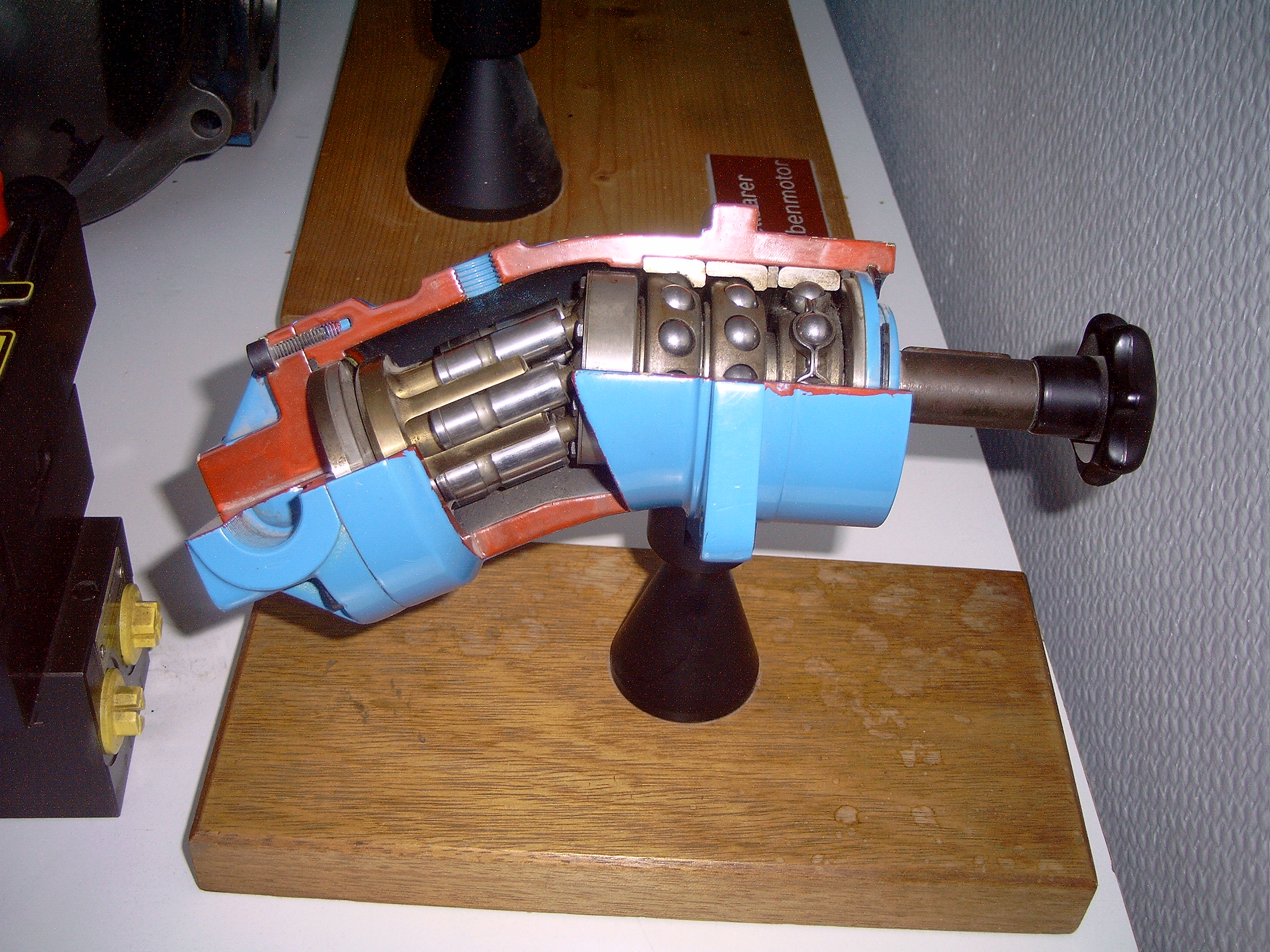
Pompe hydraulique à pistons axiaux.

Une pompe hydraulique à pistons axiaux, ou pompe oléohydraulique[réf. souhaitée], est un type de pompes où les pistons sont situés parallèlement ou inclinés par rapport à l'axe d'entraînement. De telles pompes sont utilisées dans un grand nombre de secteurs, notamment grâce à leur très bon rapport poids/puissance.

## Description
Dans une pompe hydraulique à pistons axiaux, les pistons sont situés parallèlement ou inclinés par rapport à l'axe d'entraînement.
Le cœur de la pompe est constitué d'un barillet, de glaces de distribution et de pistons. On peut trouver des pompes:
- à pistons bielle et axe brisé;
- à pistons patin et axe en ligne;
- à pistons radiaux.

Pour les piloter, il existe de nombreux dispositifs de régulation et d'asservissement automatique, servocommandes, load sensing, etc.
Ce type de pompe est utilisé dans de nombreux secteurs: agriculture, industrie, sidérurgie, aéronautique, travaux publics, etc.

### Avantages
- Excellent rapport poids / puissance
- Régime de rotation élevée, grâce à la faible inertie des masses tournantes
- Cylindrée élevée et le régime rapide permet de très grosse puissance
- Pression plus de 6 000 psi (420 bars)
- Le bon rapport qualité prix en fait une des pompes les plus courantes après les pompes à engrenages
- Distribution par glace sans clapets, ce qui les rend auto amorçante
- La technologie est souvent réversible en moteur
- Cylindrée fixe ou variable
- Rendements mécaniques et volumétriques corrects

### Inconvénients
- Sa précision
- La technologie glace barillet, qui est plus fragile que les clapets.